# Hans-Friedrich von Krusemark
Hans-Friedrich von Krusemark, plus rarement aussi Krusemarck, (né le 14 juin 1720 à Krusemark dans l'Altmark et mort le 15 mai 1775 à Berlin) est un lieutenant général prussien.

## Biographie

### Origine
Hans-Friedrich est le fils d'Adam Andreas von Krusemark (1685-1744) et de son épouse Sophie Elisabeth von Lüderitz (1701-1765). Son père est capitaine et administrateur d'arrondissement de l'Altmark et seigneur de Krusemark.

### Carrière militaire
Krusemark s'engagea dès sa jeunesse dans l'armée prussienne à l'adolescence, devient junker d'étendard dans le régiment des gens d'armes (de) en 1736, cornette le 15 février 1739 et lieutenant le 24 mai 1742. En 1744/45, pendant la seconde guerre de Silésie, il participe aux batailles d'Hohenfriedberg et de Soor et à la bataille d'Hennersdorf. Le 1er août 1744, il devient adjudant général du chef de régiment, le général von der Goltz (de), et le 19 août 1747, adjudant du roi Frédéric II, qui lui verse un salaire annuel de 400 thalers et lui confie par la suite toutes sortes de postes. Il devient ainsi Rittmeister le 3 décembre 1748, capitaine d'office à Zossen le 6 novembre 1751, chanoine à Juliers le 22 février 1753 et major le 11 juillet 1754. En tant que tel, il participe à la guerre de Sept Ans. Il combat à la bataille de Prague, pour laquelle il reçoit l'ordre Pour le Mérite, puis sert dans l'état-major du roi. Le 6 octobre 1756, il devient chanoine à Havelberg, le 12 mai 1757 lieutenant-colonel, le 19 janvier 1758 colonel, adjudant-général et chef du corps équestre de la police militaire et le 5 février 1760 Général de division. À partir de 1763, il est inspecteur de la nouvelle inspection de cavalerie de Magdebourg et de Poméranie. Même en tant que chef du régiment des gens d'armes (à partir du 24 juin 1768), il reste inspecteur de Magdebourg. Le 20 mai 1771, il est promu lieutenant général et le 18 janvier 1773, il est fait chevalier de l'ordre de l'Aigle noir. En mai 1773, il devient magistrat à Stolp. Il est également seigneur d'Hohenberg, Krusemark et Groß-Ellingen.

### Famille
Krusemark se marie avec Christiane Johanna Wilhelmine von Ingersleben, fille du général Johann Ludwig von Ingersleben, en décembre 1765. Son fils Friedrich Wilhelm Ludwig (de) (né le 9 avril 1767 à Berlin et mort le 25 avril 1822 à Vienne) est un général de division et envoyé et sa fille Wilhelmine Karoline Albertine Charlotte Elisabeth (née le 28. avril 1768 à Potsdam et morte le 22 mars 1847 à Berlin) se marie avec le comte von Reede et devient Oberhofmeisterin de la princesse héritière de Prusse Élisabeth.